# STEP FOR FIVE
『STEP FOR FIVE』（ステップ フォー ファイブ）は、ゴスペラーズのメジャーデビュー後13枚目のオリジナルアルバム。2012年11月7日に発売された。販売元はキューンミュージック。

## 概要
オリジナルアルバムとしては前作『ハモリズム』以来約1年5ヶ月ぶりに発表された作品である。先行シングル曲「STEP!」、「It's Alright 〜君といるだけで〜」、チャリティーソング「BRIDGE」の他、初めて各メンバーのソロをフィーチャーした楽曲が収録されている。
初回限定盤と通常盤の2種類でリリースされており、初回限定盤には特典映像として、アルバム収録曲の「STEP!」と「ギリギリSHOUT!!」の「マイケル鶴岡先生の振付講座」が収録されたDVDが付属している。
このアルバム発売に際して、ゴスペラーズとしては初の「ハイタッチ会」イベントが開催された。

## 収録曲

### CD
1. STEP! [4:19]
  - 作詩：安岡優、作曲：村上てつや・宇佐美秀文、編曲：UTA

41stシングル曲。
TBS系『ひるおび!』2012年11月期エンディング曲
2. It's Alright 〜君といるだけで〜 [4:14]
  - 作詞・作曲・編曲：竹本健一

40thシングル曲。
3. 2080 [3:57]
  - 作詞・作曲：酒井雄二、編曲：江上浩太郎

酒井雄二ソロ曲。
4. CLASH [4:00]
  - 作詞：西寺郷太、作曲：黒沢薫・妹尾武、編曲：冨田謙

黒沢薫ソロ曲。
5. 真夏の夜の夢 [5:47]
  - 作詩：安岡優、作曲：妹尾武、編曲：妹尾武、井上一平
6. Love me! Love me! [3:05]
  - 作詩：安岡優、作曲・編曲：北山陽一
7. astro note [5:28]
  - 作詞：MIZUE、作曲：北山陽一・池田陽介、編曲：岸利至

北山陽一ソロ曲。
スペースワールド スターライト シャングリラ TVCMソング
8. Your Hero [5:04]
  - 作詩：安岡優・山田ひろし、作曲：安岡優、編曲：堀向彦輝

安岡優ソロ曲。
9. Soul Song Juke [6:01]
  - 作詞・作曲：村上てつや、編曲：本間将人

村上てつやソロ曲。
10. ギリギリSHOUT!! [3:58]
  - 作詞：山田ひろし、作曲：酒井雄二、編曲：YANAGIMAN
11. BRIDGE [5:44]
  - 作詞：ゴスペラーズ、作曲：村上てつや、編曲：KO-ICHIRO

39thシングル曲。
この曲に関する一部収益は早稲田大学平山郁夫記念ボランティアセンターの東日本大震災ボランティア活動への寄付となる。

### DVD（初回生産限定盤のみ）
1. マイケル鶴岡先生の「STEP!」振付講座
2. マイケル鶴岡先生の「ギリギリSHOUT!!」振付講座

## 演奏
- UTA：All Programming & Other Instruments (#1)
- 井上一平
  - Strings Arrangement (#1.2)
  - Horn Arrangement (#2)
  - All Programming & Other Instruments (#5)
- 小池弘之ストリングス：Strings (#1.2)
- 上條頌：Guitar (#1)
- 山口周平：Guitar (#2)
- 西村浩二：Trumpet (#2)
- 村田陽一：Trombone (#2)
- 江上浩太郎：All Programming & Other Instruments (#3)
- 冨田謙：Keyboards & Programming (#4)
- 福原将宜：Electric Guitar (#4)
- 西寺郷太 (ノーナ・リーヴス)：Sound Effect (#4)
- 妹尾武：All Programming & Other Instruments (#5)
- 石成正人：Guitar (#5)
- 岸利至：All Programming & Other Instruments (#7)
- 鬼怒無月：Guitar (#7)
- 山木秀夫：Drums (#8)
- 美久月千晴：Bass (#8)
- 土方隆行：Guitar (#8)
- 堀向彦輝：Piano (#8)
- 篠崎正嗣ストリングス：Strings (#8)
- 衣笠智英：Drums (#9)
- 六川正彦：Bass (#9)
- 星川薫：Guitar (#9)
- 中野勇介：Trumpet (#9)
- 鹿討奏：Trombone (#9)
- 本間将人：Tenor Sax, Organ (#9)
- YANAGIMAN：All Programming & Other Instruments (#10)
- 奥田健治：Guitar (#10)
- エリック・ミヤシロ：Trumpet (#10)
- 吉田治：Alto Sax (#10)
- アンディ・ウルフ：Tenor Sax (#10)
- KO-ICHIRO (Skoop On Somebody)：Piano, Hammond Organ (#11)